# Serie D 2024-2025
La Serie D 2024-2025 è stata la 77ª edizione del massimo campionato dilettantistico, quarto livello della piramide calcistica italiana. Esso è gestito per la 44ª volta dalla Lega Nazionale Dilettanti.

## Stagione

### Novità
Le società aventi diritto all'iscrizione erano 167. Il 6 luglio 2024 è stata autorizzata l'iscrizione in sovrannumero della nuova società dell'Ancona, costituitasi a seguito dell'esclusione della stessa dal campionato di Serie C per inadempienze finanziarie: in questo modo le partecipanti sono diventate 168. Tra le aventi diritto, quattro squadre non hanno presentato domanda di iscrizione: la neopromossa Amatrice Rieti (che ha rinunciato espressamente), il Rotonda (che non ha fatto pervenire domanda al Dipartimento Interregionale), la retrocessa Alessandria e la Monte Prodeco (che non hanno provveduto a validare e conseguentemente ad inoltrare la domanda di iscrizione al campionato) e il 30 luglio si è pertanto proceduto ai ripescaggi dall'Eccellenza di Zenith Prato, Crema, Ciliverghe e Cjarlins Muzane.
Fra le partecipanti residuano otto delle retrocesse dalla Serie C 2023-2024: Fiorenzuola, Pro Sesto, Recanatese, Fermana, Olbia, Virtus Francavilla, Monterosi Tuscia e Brindisi.
Di seguito le fusioni e le variazioni di denominazione sociale significative:
- l'Aglianese cede il titolo sportivo alla Pistoiese;
- la Casatese si unisce al Merate cambiando denominazione in Casatese Merate;
- il Canicattì cede il titolo sportivo alla Pro Favara che cambia denominazione in CastrumFavara;
- la Clivense cambia denominazione in Chievo;
- La Fenice Amaranto cambia denominazione in Reggina;
- il Monterosi Tuscia cambia denominazione in Guidonia Montecelio;
- il Portici cede il titolo sportivo al Savoia;
- il Real Casalnuovo cede il titolo sportivo alla Puteolana;
- la RG Ticino cambia denominazione in NovaRomentin;
- la Romana cede il titolo sportivo all'Atletico Lodigiani;
- la Victor San Marino cambia denominazione in San Marino;
- il San Marzano cede il titolo sportivo alla Scafatese;
- la S.N. Notaresco cambia denominazione in Notaresco Calcio 1924, tornando ad assumere il nome della vecchia società;
- il Real Monterotondo Scalo cambia denominazione in Real Monterotondo.

A stagione in corso si registrano l'esclusione dell'Albenga dopo due rinunce a scendere in campo e il ritiro dell'Akragas per problemi finanziari.

### Formula
Le 168 squadre sono state suddivise in nove gironi all'italiana, dei quali tre (A, B e C) da 20 club ciascuno e altri sei (D, E, F, G, H e I) da 18, organizzati secondo criteri di vicinanza geografica. Il campionato prevede un turno d'andata e uno di ritorno, con promozione diretta in Serie C 2025-2026 per la vincente di ogni girone.

## Squadre partecipanti
Di seguito la composizione dei gironi comunicata dalla LND.

### Girone A
Albenga

 Asti

 Borgaro

 Bra

 Cairese

 Chieri

 Chisola

 Derthona

 Fossano

 Gozzano

 Imperia

 Lavagnese

 Ligorna

 NovaRomentin

 Oltrepò

 Saluzzo

 Sanremese

 Vado

 Città di Varese

 Vogherese

### Girone B
Arconatese

 Breno

 Casatese Merate

 Castellanzese

 Chievo

 Ciliverghe

 Club Milano

 Crema

 Desenzano

 Fanfulla

 Folgore Caratese

 Magenta

 Ospitaletto

 Pro Palazzolo

 Pro Sesto

 Sangiuliano City

 Sant'Angelo

 Sondrio

 Varesina

 Vigasio

### Girone C
Adriese

 Bassano

 Brian Lignano

 Brusaporto

 Calvi Noale

 Campodarsego

 Caravaggio

 Chions

 Cjarlins Muzane

 Dolomiti Bellunesi

 Este

 Lavis

 Luparense

 Mestre

 Montecchio

 Portogruaro

 Real Calepina

 Treviso

 Villa Valle

 Virtus CiseranoBergamo

### Girone D
Cittadella Vis Modena

 Corticella

 Fiorenzuola

 Forlì

 Imolese

 Lentigione

 Piacenza

 Pistoiese

 Prato

 Progresso

 Ravenna

 Sammaurese

 San Marino

 Sasso Marconi

 Tau Altopascio

 Tuttocuoio

 United Riccione

 Zenith Prato

### Girone E
Fezzanese

 Figline

 Flaminia CivitaCastellana

 Follonica Gavorrano

 Fulgens Foligno

 Ghiviborgo

 Grosseto

 Livorno

 Montevarchi

 Orvietana

 Ostia Mare

 Poggibonsi

 San Donato Tavarnelle

 Sangiovannese

 Seravezza

 Siena

 Terranuova Traiana

 Trestina

### Girone F
Ancona

 Atletico Ascoli

 Avezzano

 Castelfidardo

 Chieti

 Civitanovese

 Fermana

 Forsempronese

 Isernia

 L’Aquila

 Notaresco

 Recanatese

 Roma City

 Sambenedettese

 Sora

 Teramo

 Termoli

 Vigor Senigallia

### Girone G
Anzio

 Atletico Lodigiani

 Atletico Uri

 Cassino

 COS Sarrabus Ogliastra

 Cynthialbalonga

 Gelbison

 Guidonia Montecelio

 Ilvamaddalena

 Latte Dolce

 Olbia

 Paganese

 Puteolana

 Real Monterotondo

 Sarnese

 Savoia

 Terracina

 Trastevere

### Girone H
Acerrana

 Angri

 Brindisi

 Casarano

 Costa d'Amalfi

 Fasano

 Fidelis Andria

 FC Francavilla

 Gravina

 Ischia

 Manfredonia

 Martina

 Matera

 Nardò

 Nocerina

 Palmese

 Ugento

 Virtus Francavilla

### Girone I
Acireale

 Akragas

 CastrumFavara

 Enna

 Igea Virtus

 Licata

 Locri

 Nissa

 Paternò

 Pompei

 Ragusa

 Reggina

 Sambiase

 Sancataldese

 Sant'Agata

 Scafatese

 Siracusa

 Vibonese

## Poule Scudetto
Per l'assegnazione del titolo italiano di Serie D, al termine della stagione regolare, le nove squadre prime classificate vengono suddivise in tre triangolari e si incontrano in gare di sola andata. Nel secondo turno riposa chi ha vinto il primo incontro o, in caso di pareggio, quella che ha disputato la prima sfida in trasferta.
Le vincenti dei triangolari e la miglior seconda accedono alle semifinali, che vengono definite per sorteggio e che si disputano quest'anno con gare di andata e ritorno. La finale è invece confermata in gara unica in campo neutro e senza tempi supplementari: in caso di parità si va direttamente ai rigori.
Nel caso in cui due o tutte e tre le squadre concludessero il proprio triangolare a pari punti, per determinare la vincente si terrà conto, nell'ordine:
- scontro diretto;
- della migliore differenza reti nei triangolari;
- del maggior numero di reti segnate nei triangolari;
- del maggior numero di reti segnate in trasferta nei triangolari;
- della migliore posizione nella classifica della Coppa Disciplina del Campionato di Serie D;
- del sorteggio.

Per stabilire la migliore tra le seconde, si terrà conto, nell'ordine: 
- dei punti ottenuti negli incontri disputati;
- della migliore differenza reti nei triangolari;
- del maggior numero di reti segnate nei triangolari;
- del maggior numero di reti segnate in trasferta nei triangolari;
- della migliore posizione nella classifica della Coppa Disciplina del Campionato di Serie D;
- del sorteggio.

### Squadre partecipanti
| Triangolare 1      | Triangolare 2  | Triangolare 3       |
| ------------------ | -------------- | ------------------- |
| Bra                | Forlì          | Guidonia Montecelio |
| Ospitaletto        | Livorno        | Casarano            |
| Dolomiti Bellunesi | Sambenedettese | Siracusa            |

### Turno preliminare

#### Triangolare 1
| Squadra               | P.ti | G | V | N | P | GF | GS | DR |
| --------------------- | ---- | - | - | - | - | -- | -- | -- |
| 1. Bra                | 6    | 2 | 2 | 0 | 0 | 6  | 3  | +3 |
| 2. Ospitaletto        | 3    | 2 | 1 | 0 | 1 | 5  | 5  | 0  |
| 3. Dolomiti Bellunesi | 0    | 2 | 0 | 0 | 2 | 3  | 6  | -3 |

|                    | Risultati |                    | Luogo e data                |
| ------------------ | --------- | ------------------ | --------------------------- |
| Ospitaletto        | 2-3       | Bra                | Ospitaletto, 11 maggio 2025 |
| Dolomiti Bellunesi | 2-3       | Ospitaletto        | Feltre, 14 maggio 2025      |
| Bra                | 3-1       | Dolomiti Bellunesi | Bra, 18 maggio 2025         |

#### Triangolare 2
| Squadra           | P.ti | G | V | N | P | GF | GS | DR |
| ----------------- | ---- | - | - | - | - | -- | -- | -- |
| 1. Livorno        | 6    | 2 | 2 | 0 | 0 | 6  | 3  | +3 |
| 2. Forlì          | 3    | 2 | 1 | 0 | 1 | 4  | 4  | 0  |
| 3. Sambenedettese | 0    | 2 | 0 | 0 | 2 | 3  | 6  | -3 |

|                | Risultati |                | Luogo e data                             |
| -------------- | --------- | -------------- | ---------------------------------------- |
| Forlì          | 3-1       | Sambenedettese | Forlì, 11 maggio 2025                    |
| Sambenedettese | 2-3       | Livorno        | San Benedetto del Tronto, 14 maggio 2025 |
| Livorno        | 3-1       | Forlì          | Livorno, 18 maggio 2025                  |

#### Triangolare 3
| Squadra                | P.ti | G | V | N | P | GF | GS | DR |
| ---------------------- | ---- | - | - | - | - | -- | -- | -- |
| 1. Siracusa            | 6    | 2 | 2 | 0 | 0 | 5  | 1  | +4 |
| 2. Casarano            | 3    | 2 | 1 | 0 | 1 | 5  | 6  | -1 |
| 3. Guidonia Montecelio | 0    | 2 | 0 | 0 | 2 | 3  | 6  | -3 |

|                     | Risultati |                     | Luogo e data                        |
| ------------------- | --------- | ------------------- | ----------------------------------- |
| Casarano            | 1-3       | Siracusa            | Casarano, 11 maggio 2025            |
| Guidonia Montecelio | 3-4       | Casarano            | Guidonia Montecelio, 14 maggio 2025 |
| Siracusa            | 2-0       | Guidonia Montecelio | Siracusa, 18 maggio 2025            |

### Fase finale
Gli incontri della fase finale si giocheranno in gara di andata e di ritorno ad esclusione della finale in gara unica. Al termine dei 90', in caso di parità sono previsti non i tempi supplementari, ma direttamente i tiri di rigore.

#### Semifinali
|             | Risultati |             | Luogo e data                |
| ----------- | --------- | ----------- | --------------------------- |
| Livorno     | 2-1       | Bra         | Livorno, 24 maggio 2025     |
| Bra         | 1-4       | Livorno     | Bra, 1º giugno 2025         |
|             |           |             |                             |
| Siracusa    | 3-2       | Ospitaletto | Siracusa, 25 maggio 2025    |
| Ospitaletto | 0-2       | Siracusa    | Ospitaletto, 1º giugno 2025 |
|             |           |             |                             |

#### Finale
|         | Risultati |          | Luogo e data          |
| ------- | --------- | -------- | --------------------- |
| Livorno | 2-1       | Siracusa | Teramo, 8 giugno 2025 |